# Олів'є Пасьянс
Олів'є Пасьянс (фр. Olivier Patience; нар. 25 березня 1980) — колишній французький тенісист.
Найвищу одиночну позицію світового рейтингу — 87 місце досяг 19 липня 2004, парну — 206 місце — 24 липня 2000 року.
Найвищим досягненням на турнірах Великого шолома було 3 коло в одиночному розряді.

## Титули в одиночному розряді

### Перемоги (10)
| Легенда (одиночний розряд) |
| Великий шлем (0)           |
| Tennis Masters Cup (0)     |
| Серія Мастерс ATP (0)      |
| Тур ATP (0)                |
| Челленджери (10)           |

| Ранг | Дата            | Турнір                    | Покриття | Суперник                   | Рахунок         |
| 1.   | 13 травня 2002  | Прага, Чехія              | Ґрунт    | Тодд Ларкхем               | 4–6, 7–5, 6–3   |
| 2.   | 18 серпня 2003  | Манербіо, Італія          | Ґрунт    | Мартін Вассальйо Аргуельйо | 3–6, 6–3, 7–63  |
| 3.   | 21 березня 2005 | Сен-Бріє, Франція         | Ґрунт    | Віктор Йоніце              | 6–0, 6–2        |
| 4.   | 25 квітня 2005  | Рим, Італія               | Ґрунт    | Флоран Серра               | 7–64, 7–5       |
| 5.   | 26 грудня 2005  | Доха, Катар               | Тверде   | Жульєн Беннето             | 2–6, 6–4, 7–65  |
| 6.   | 15 травня 2006  | Санремо, Італія           | Ґрунт    | Стефано Гальвані           | 6–2, 4–6, 7–68  |
| 7.   | 12 червня 2006  | Лугано, Швейцарія         | Ґрунт    | Гільєрмо Гарсія-Лопес      | 6–4, 6–1        |
| 8.   | 26 червня 2006  | Реджо-нель-Емілія, Італія | Ґрунт    | Серхіо Ройтман             | 6–4, 5–7, 6–2   |
| 9.   | 25 червня 2007  | Реджо-нель-Емілія, Італія | Ґрунт    | Фелікс Мантілья            | 66–7, 6–1, 7–66 |
| 10.  | 2 вересня 2008  | Черкаси, Україна          | Ґрунт    | Денис Істомін              | 6–2, 6–0        |

### Поразка (3)
| Ранг | Дата            | Турнір                  | Покриття | Опонент          | Рахунок        |
| 1.   | 19 березня 2007 | Рабат, Марокко          | Ґрунт    | Стефано Гальвані | 6–1, 6–1       |
| 2.   | 4 вересня 2007  | Брашов, Румунія         | Ґрунт    | Максімо Гонсалес | 6–4, 6–3       |
| 3.   | 6 жовтня 2008   | Флоріанополіс, Бразилія | Ґрунт    | Ніколас Массу    | 46–7, 6–2, 6–1 |

## Парний розряд титули

### Перемоги (1)
| Легенда (парний розряд) |
| Великий шлем (0)        |
| Tennis Masters Cup (0)  |
| Серія Мастерс ATP (0)   |
| Тур ATP (0)             |
| Челленджери (1)         |

| Ранг | Дата           | Турнір        | Покриття | Партнер          | Суперник                    | Рахунок  |
| 1.   | 18 квітня 2005 | Монца, Італія | Ґрунт    | Ніколя Девільдер | Массімо Бертоліні Урос Віко | 7–5, 6–4 |